# Nipple Hill
Der Nipple Hill ist ein Gipfel in den Guadalupe Mountains im Culberson County des US-Bundesstaates Texas. Der Berg erreicht mehr als 1700 Meter über dem Meeresspiegel.
Der Nipple Hill ist Teil des Guadalupe-Mountains-Nationalparks. Am Berg befindet sich die Typlokalität (GSSP) – also das geologische Referenzprofil – für das Capitanium (265,1–259,9 mya), ein erdgeschichtlicher Zeitabschnitt des Mittelperms.